# Saint-Victor-de-Morestel
Saint-Victor-de-Morestel è un comune francese di 1 166 abitanti situato nel dipartimento dell'Isère della regione dell'Alvernia-Rodano-Alpi.

## Società

### Evoluzione demografica
Abitanti censiti